# De razende rentmeester
De razende rentmeester is een stripverhaal uit de reeks van Suske en Wiske. Het is geschreven door Marc Verhaegen. Het wordt gepubliceerd in de Haagsche Courant van 30 oktober 2004 tot en met 23 december 2004. De eerste albumuitgave was op 14 november 2004. Het verscheen evenwel niet in de reguliere vierkleurenreeks, maar als speciale uitgave voor de Nederlandse gemeente Zoetermeer op 20.000 exemplaren.

## Locaties
Dit verhaal speelt zich af op de volgende locaties:
- België, Kalmthout, rommelmarkt, Zuid-Holland, Zoetermeer, Huis te Palenstein, Academie voor ICT, watertoren Rokkeveen, Nelson Mandela-brug, het Stadshart, Ayers Rock met klimmuur, Zoetermeer Stadslijn, overdekte skipiste SnowWorld, ijshal Silverdome mountainbikecentrum, antiekwinkel, Zoetermeerse Plas, hotel.

## Personages
In dit verhaal komen de volgende personages voor:
- Suske, Wiske, tante Sidonia, Lambik, Jerom, Judas Guldenwaard (rentmeester), receptioniste, agenten, klimmer, skiërs, zonnebader, burgemeester, Guus.

## Het verhaal
Lambik koopt op een rommelmarkt een sleutel uit de zestiende eeuw, deze is gevonden in de Schelde, en merkt niet dat de verkoper blij is van het ding af te zijn. Op de sleutel staat een tekst: Huis te Palenstein – dit lag bij
Zoetermeer in Zuid-Holland. De plek speelde een grote rol bij de bevrijding van Leiden in 1574, maar werd in 1791 verwoest. De deur waarop de sleutel past, zal dus niet meer bestaan beseft Lambik teleurgesteld. Lambik droomt en ziet een schatbewaarder, die vertelt Lambik dat hij Judas Galgenwaard heet. De sleutel is niet van een deur, maar past op een schatkist. Lambik vertrekt onmiddellijk richting Zoetermeer, Jerom ziet hem ’s nachts vertrekken maar denkt dat hij naar het café vertrekt. Lambik graaft en vindt de kist, maar als hij de kist opent verschijnt Judas na 450 jaar en slaat Lambik neer met een stok. De rentmeester is verbaasd de veranderde stad te zien, maar besluit wraak te nemen.
De volgende dag is Lambiks gsm onbereikbaar en als de vrienden ontdekken dat ook de sleutel verdwenen is, vertrekken ze naar Zoetermeer. Jerom vindt de kist en neemt hem mee naar het hotel, als de kist geopend wordt vinden de vrienden de bewusteloze Lambik. Suske vindt informatie op de computer, in 1550 werden de inwoners van Zoetermeer door een rentmeester gedwongen hoge belastingen af te dragen. De dorpelingen kwamen in opstand en sloten hem op in een kist, maar de rentmeester was ook bezig met alchemie en tovenarij en vervloekte de dorpelingen. Als de kist geopend wordt, zal de geest van de rentmeester wraak nemen. Het kasteel werd afgebroken en de vrienden begrijpen dat Lambik deze kist geopend heeft. De rentmeester komt bij de watertoren en laat 500 000 liter water in het bouwwerk stromen, hij wil versteningsgas maken.
De rentmeester zoekt naar zweet van een bergbeklimmer en sneeuw en komt zo bij een klimmer op een klimmuur en een skiër. Lambik en Jerom zien de rentmeester in Snowworld, maar ze raken hem kwijt. Lambik en Jerom waarschuwen Suske en Wiske en de kinderen zien de rentmeester bij de Zoetermeerse Plas. De rentmeester haalt een zakje geeuwen van een man die zich goed vermaakt en pakt wat zand. Wiske wordt gevangengenomen en Suske vindt de plannen van de rentmeester, hij belt tante Sidonia. Suske haalt een fiets bij het mountainbikecentrum en de vrienden gaan naar de watertoren. Lambik stopt nog bij een antiekwinkel. De rentmeester bedreigt Wiske en laat Jerom de kist kapotslaan, nu kan de rentmeester niet gestopt worden. De rentmeester springt door een raam in de watertoren en komt in de kist terecht, tante Sidonia wachtte hem stiekem op. Lambik zag een oude kist bij de antiekwinkel en kon zo de rentmeester voor de gek houden, Jerom slaat de kist diep in de grond en eet de sleutel op. De vrienden worden tot ereburger van Zoetermeer benoemd en er wordt feestgevierd omdat de stad gered is.

## Opmerkingen bij de uitgaven
De luxe uitgave bevat ook een DVD met het verhaal De magneet van Zoetermeer.